# ブリタニー・バーンズ
ブリタニー・バーンズ（Brittany Byrnes, 1987年7月31日 - ）は、オーストラリア出身の女優である。

## 出演作品

### 映画
- ダニーと秘密の魔法使い（デイナ・ステンソン）
- ベイブ